# حقوق الإنسان في المغرب
في تاريخ ما بعد استقلال المملكة المغربية، وفي بداية عهد الحسن الثاني تميزت فترة التوتر السياسي بين الملكية واحزاب المعارضة. سنوات التوتر تلك وصفتها المعارضة بسنوات الرصاص. دوافع سياسة الاضطهاد أمر شائع خاصة عندما أصبح اللواء أوفقير مسؤولا عن أمن الدولة.
إلا انه خلال العقد الأخير من حكم الملك الحسن الثاني، وخاصة في ظل عهد محمد السادس، يسعى المغرب إلى المصالحة مع الضحايا بإطلاق هيئة الإنصاف والمصالحة للتحقيق في التجاوزات التي ارتكبت باسم الدولة. ويجري سن وتطبيق العديد من القوانين الجديدة والقوانين المتعلقة بجميع جوانب الحياة. كان أهم حدث هو سن مدونة الأسرة المغربية (قانون الاسرة الذي هو أول مبادرة فريدة من نوعها في العالم العربي والإسلامي) قانون يعطي للمرأة مزيدا من الحقوق. مسائل أخرى مثل إلغاء عقوبة الإعدام وإصلاح قانون الجنسية المغربي.
تفجيرات الدار البيضاء عام 2003 وضرورة مكافحة التهديد الإرهابي قد تؤدي بالحكومة لأصدار جدل قانون مكافحة الإرهاب الذي يعطي الحق في إلقاء القبض على الارهابيين المشتبه فيهم. رغم ذلك لا تزال توجه المنظمات المغربية والدولية انتقادات لما تتعرض له حقوق الإنسان في المغرب، ولا سيما اعتقال المتطرفين الإسلاميين خلال عامي 2004 و2005 المشتبه بهم في تفجيرات الدار البيضاء عام 2003، وفي الأقاليم الجنوبية.
وفي منتصف شباط / فبراير 2007، نشرت دراسة اجراها مركز الدراسات الإستراتيجية والدولية بعنوان «الإصلاحات العربية والمساعدات الخارجية: دروس من المغرب» تبرز ان المغرب يقدم درسا قيما في الإصلاح السياسي والاقتصادي، ويمكن الاعتماد على النموذج المغربي في دول أخرى من العالم العربي، كما تؤكد الدراسة أنه من الممكن ان تكيف الإصلاحات لكل بلد على حدا
المغرب يفوز برئاسة مجلس حقوق الإنسان التابع للأمم المتحدة للعام 2024
عرف المغرب تطورات عديدة في مجال حقوق الانسان، و اصبح من الدول الرائدة في هذا المجال، مما جعله يحظى باهتمام كبير على المستوى الدولي، الشئ الذي ساهم كثيرا بفوز ممثل للمغرب لدى الأمم المتحدة في جنيف الأربعاء برئاسة مجلس حقوق الإنسان المكلف تعزيز وحماية هذه الحقوق في العالم، بعد اقتراع سري نادر. ورحبت وزارة الخارجية المغربية "بانتخاب المملكة، بفضل انضمام عدد كبير من الدول من كافة مناطق العالم، ورغم تعبئة الجزائر وجنوب أفريقيا لمواجهته". 

## الديمقراطية والانتخابات
تعتبر الانتخابات المغربية الأخيرة والقبل الأخيرة لمجلس النواب في البرلمان ولمجالس الحكم المحلي في سبتمبر 2002 وفي سبتمبر 2007، على نطاق واسع حرة ونزيهة، بغض النظر عن الدور المهيمن للملك في السياسة، وعدم قدرة المغاربة لتغيير حكومتهم.
يَعتبر مفوض الاتحاد الافريقي للشؤون السياسية والسلام والأمن، بانكولي أديوي، بأن المغرب قطع أشواطا كبيرة في تكريس وتعزيز حكومات ديمقراطية، شفافة وذات مصداقية، وبأن مفوضية الاتحاد الافريقي تثمن الدور الذي يضطلع به الملك محمد السادس في مجال تعزيز الديمقراطية وتوفير دورات تكوينية متخصصة في مجال الدستورانية والديمقراطية منذ 2022 لجميع أفراد المجتمع، تاريخ انطلاق هذه الدورات التي استفاد منها أزيد من مائة وخمسين خبيرا إفريقيا.

## حرية التعبير

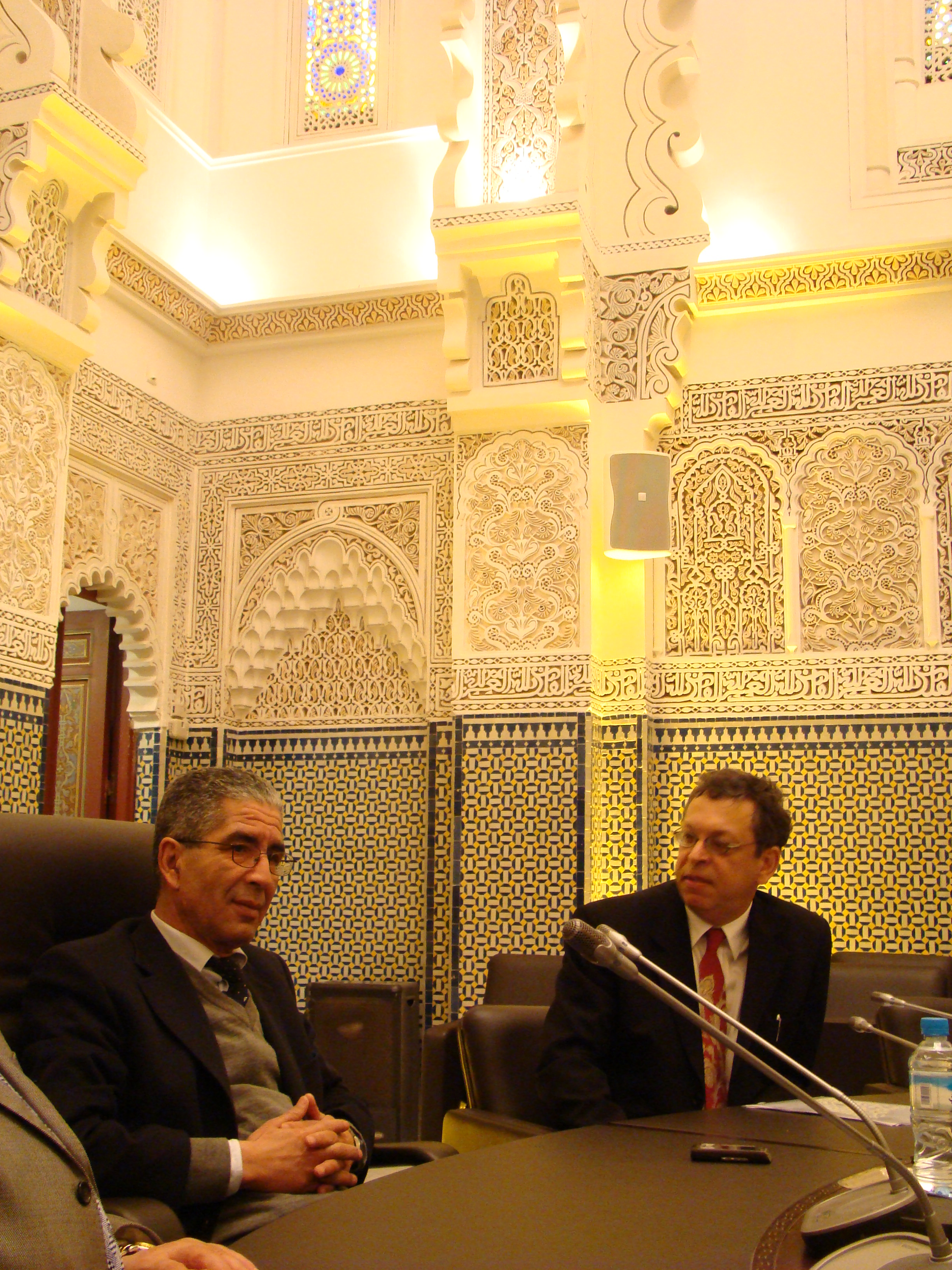
أحمد حرزني رئيس المجلس الوطني لحقوق الإنسان في لقاء

حرية الصحافة في المغرب هي جيدة نسبيا بالمقارنة مع معظم بقية دول شمال أفريقيا ودول الشرق الأوسط، ورغم أنه يعتقد أن العديد من الصحفيين يمارسون الرقابة الذاتية. التشكيك في شرعية النظام الملكي هو من المحرمات، كما أن النقاش حول الإسلام السياسي مقيد بشدة وأنه غير قانوني التشكك في مسألة الدين في المملكة كما أنه من الطابوهات المس ب «سلامة اراضي المملكة»، بمعنى التأكيد على مغربية الصحراء الغربية. في عام 2005 برزت قضية الصحافي المغربي علي لمرابط الذي هو «ممنوع من ممارسة الصحافة لمدة 10 سنوات» وغرم ب 50,000 درهم (حوالي 4,500 يورو) لتطرقه للصراع في الصحراء المغربية، وفقا لمراسلون بلا حدود.
يتميز ظهور المجلات المستقلة الناطقة بالفرنسية بعدد قليل في الساحة الإجمالية للصحافة المغربية، مثل تلكيل ولو جورنال إبدومادير (بالفرنسية: Le Journal Hebdomadaire)‏ ونظيراتيهما الشقيقتين بالعربية (الصحيفة الأسبوعية ونيشان). وتسيطر الحكومة على جل وسائل الاعلام مما جعلها تخلت عن التدخل المباشر وممارسة ضغوط أكثر دهاء، مثل استخدام الدعاوى القضائية وقضايا التشهير.
وفي 2 مايو 2007 نشرت لجنة حماية الصحفيين (منظمة غير حكومية) ومقرها نيويورك تقريرها السنوي عن «أكثر 10 بلدان تدهورت فيها حرية الصحافة» حيث انها قد افادت ان للمغرب «العودة السلسة» من حيث حرية الصحافة في عام 2007، «وبعد ان كانت المغرب تعتبر رائدة في منطقتها». كما ورد في التقرير. وكما يعتبر المغرب، إلى جانب تونس، بوصفهما البلدين الذين يوقعان «اشد عقوبات على سجن الصحافيين في العالم العربي».
في 22 يونيو 2020، صدر تقرير عن منظمة العفو الدولية كشف فيه عن الاختراق الغير قانوني للسلطات المغربية للهواتف المحمولة الخاصة بالصحفيين منهم الصحفي «عمر الراضي» من خلال برمجية تجسس من إنتاج مجموعة «إن إس أو» الإسرائيلية، في تأكيد على السلوك المتعمد لاستهداف الصحافيين والمدافعين عن حقوق الإنسان. علاوة على ذلك، في 6 مارس 2022، نشر المرصد الأورومتوسطي لحقوق الإنسان تقريرًا كشف فيه عن تقييد حريات التعبير والرأي واعتقال النشطاء المعارضين، حيث عرض التقرير اتهام السلطات المغربية للصحفيين والنشطاء المعارضين بقضايا تمس الجوانب الوطنية أو الأخلاقية للحد من إمكانية التضامن معهم وحرمانهم من التعبير والنقد عن طريق استخدام السلطات المغربية القضاء كوسيلة بيده لاتهام الصحفيين دون منحهم حق الدفاع عن أنفسهم. وفي 21 مارس 2024، دحض تقرير أعدته وكالة مكافحة التجسس الإسبانية هذه الادعاءات الباطلة، وأكد فيما يخص عمليات اختراق الهواتف، عدم ضلوع المغرب في أي عمل غير قانوني يمس حرية الأفراد بمختلف توجهاتهم الفكرية. 

## الاعتراف بانتهاكات الماضي
في عام 2005، واصلت هيئة الإنصاف والمصالحة، التي أطلقها الملك عام 2004، بحثها في الانتهاكات الخطيرة لحقوق الإنسان والمرتكبة بين عامي 1956 و1999 مثيرة نقاشات تخرق المحرمات بشأن القمع الذي مورس في الماضي. وبين ديسمبر 2004 ومايو 2005، استمعت الهيئة إلى شهادات حوالي 20 ألف من الضحايا وورثتهم، كما نظمت سبع جلسات استماع علنية للضحايا (جرى بعضها أمام عدسات التلفزيون). وقد أنجزت الهيئة نهاية عام 2005 تقريرها الذي وثق تاريخ القمع في المغرب وحدد مقدار التعويض الذي يجب أن تدفعه الدولة للضحايا.
وأشار منتقدوا الهيئة إلى أنها لا تستطيع تسمية المرتكبين علنا أو معاقبتهم، الأمر الذي يضعف مساهمتها في إنهاء حالة الإفلات من العقاب. ولا يزال عدد ممن يشتبه بارتكابهم انتهاكات خطيرة أثناء الفترة التي تجري دراستها يحتلون مناصب عالية أو يشغلون مقاعد برلمانية.
وفي أكتوبر 2005، أعلنت هيئة الإنصاف والمصالحة عثورها على جثث 50 من السجناء «المختفين» قرب أحد السجون السرية السابقة، وكان ذلك أول إعلان يتناول مساعي الهيئة لتحديد مكان مئات المغاربة الذين «اختفوا» بين ستينات وثمانينات القرن الماضي بعد أن اعتقلتهم قوات الأمن.
ومؤخرا عادت بعض الأجهزة الأمنية إلى حنين الماضي وبدأت ببعض الانتهاكات الصارخة خصوصا في قضية المهدي بوكيو.

## المضايقات السياسية
قمع الحكومة للمعارضة السياسية قد انخفض بشكل حاد منذ منتصف التسعينات. العقود السابقة توصف في بعض الأحيان بأنها سنوات الرصاص (les années de plomb)، وشملت حالات الاختفاء القسري، وعمليات القتل من معارضي الحكومة ومعسكرات سرية للدفن مثل سجن تازمامرت. انشأت الحكومة هيئة الإنصاف والمصالحة لبحث التجاوزات التي ارتكبت في عهد الملك الحسن الثاني (1961-1999)، ودورها هو إعادة تأهيل الضحايا، ودفع تعويضات من الدولة جبرا للاعتداء ضدهم. هذا وقد أشيد بها دوليا بوصفها خطوة كبيرة إلى الامام، ومثالا للعالم العربي. ومع ذلك، فقد تعرضت أيضا للنقض من أطراف من مجتمع حقوق الإنسان، حيث ان مهمتها عدم كشف هويات أو محاكمة منتهكي حقوق الإنسان، التي كان معظم الضحايا يطالبون به.
في وقت لاحق من السنة نفسها، في أكتوبر، أوقف المغرب مخطط كان قد وافق عليه في وقت سابق لزيارة وفد من البرلمان الأوروبي. وقد جاء هذا القرار اقل من 48 ساعة قبل مغادرة الوفد إلى الرباط وبعده إلى الصحراء المغربية. كانت البعثة مكلفة بدراسة انتهاكات مزعومة لحقوق الإنسان لكل من جبهة البوليساريو والسلطات المغربية. (نصوص باللغتين الإنكليزية والفرنسية).
يدعي المغرب ان أغلبية أعضاء الوفد كانت معروفة بتأييدها لجبهة البوليساريو، ولهذا فإن حياد الوفد ليس مضمونا.

## حرية الدين
حرية الدين في المغرب هي بارزة بوجه عام، مع بعض القيود. رغم أن الإسلام هو دين الدولة الرسمي، فإنه يسمح للمغاربة بممارسة شعائر ديانات أخرى. بيد ان القيود تنطبق فقط على التبشير المسيحي والانشطة السياسية تحت شعار ديني. لا تزال هناك طائفة يهودية مغربية، على الرغم من أن معظم اليهود المغاربة هاجروا في السنوات التي أعقبت إنشاء إسرائيل في 1948.
يعاقب القانون الجنائي المغربي بالسجن من ستة أشهر إلى ثلاثة أعوام لكل من «استعمل وسائل إغراء لزعزعة عقيدة مسلم أو تحويله إلى ديانة أخرى، وذلك باستغلال ضعفه أو حاجته إلى المساعدة».
- لا تعترف الدولة المغربية بحقوق المسيحيين المغاربة، بل وتضطهدهم وتضيق عليهم وتسجن بعضهم:[20]
- تم سجن مسيحيين مغاربة في 1995 بتهمة التبشير منهم المبشر المسيحي المغربي مهدي قصارة.[21] ويقضي المسيحي المغربي جامع أيت باكريم عقوبة حبسية (15 سنة) منذ سنة 2005 بسبب اعتناقه للمسيحية وتبشيره بها وهو يوجد في سجن القنيطرة ورقمه 26574.[22]
- في سنة 2007 تم اعتقال شباب مغاربة اعتنقوا المسيحية.[23]
- في فبراير 2010 تم اقتحام اجتماع صلاة ودراسة الكتاب المقدس في مدينة أمزميز نواحي مدينة مراكش من طرف الأمن المغربي حيث تم اعتقال 18 مسيحي مغربي ضمنهم أطفال وتم ترحيل مرسل أجنبي كان معهم في الاجتماع.[24]
- في 2010 تم طرد العديد من المبشرين الأجانب من المغرب بدعوى زعزعة عقيدة المسلمين أو تبشير الأطفال.[25][26]
- في مارس 2012 تم القبض على ثلاث مغاربة مسيحيين في مقهى في مدينة الرباط.[27]
- في سنة 2013 نشرت مجلة هسبريس اعترافا لأحد المسيحيين المغاربة يتحدث فيها عن معاناته في المغرب من الاضطهاد.[28]
- طالب المسيحي المغربي المقيم بالخارج الأخ رشيد بحقوق المسيحيين المغاربة في رسالة موجهة لملك المغرب محمد السادس.[29]

لمزيد من المعلومات: الإسلام في المغرب، تاريخ اليهود في المغرب، والمسيحية في المغرب، والكاثوليكية الرومانية في المغرب

## مدونة الأسرة ومدونة السير

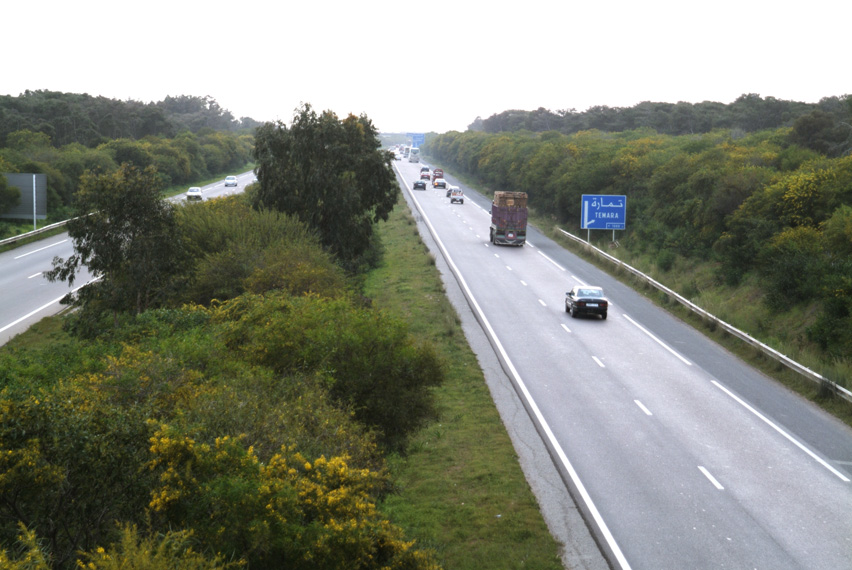
في أكتوبر 2010 دخلت مجموعة القوانين الجديدة لمدونة السير حيز التطبيق.

من أهم الإصلاحات سن مدونة الأسرة المغربية، وقانون الأسرة الجديد؛ جاءت مدونة الأسرة أساسا لحماية المرأة وضمان حقوق الطفل وبالتالي حماية الأسرة، وقد تمت المصادقة على مدونة الأسرة في فبراير 2006؛ من نتائج هذه الأخيرة رفع سن الزواج بالنسبة للرجل والمرأة إلى ثماني عشرة سنة، بينما كان سن الزواج عند المرأة سابقا هو 15 عاما، كما تم إلغاء بند عدم زواج المرأة إلا بموافقة والدها أو إحضار 12 شاهدا في حالة وفاته لإعطاءها الحق في الزواج؛ بالإضافة إلى بنود أخرى.
خلال السنوات الأولى لتطبيق مدونة الأسرة المغربية تدنت معدلات إنهاء العلاقة الزوجية بشكل لافت عن السنوات الماضية التي كانت تسجل نحو 50 ألف حالة طلاق سنويا لتستقر على نحو 30 ألف حالة طلاق سنة 2007. خلال هذه الفترة العديد من وسائل الإعلام تناقلت تقارير صحفية متضاربة حول «ارتفاع» نسبة الطلاق وذلك قبل ظهور إحصائيات دقيقة، هذه الأنباء تبين فيما بعد أنها كانت خاطئة.
وبشكل عام أفرزت حصيلة 6 سنوات من تطبيق مدونة الأسرة تراجع نسبة الطلاق، ارتفاع نسبة الزواج (من 263 ألف إلى 314 ألف)، وتسجيل 986 حالة تعدد زوجات، فيما يسجل ارتفاع في نسبة زواج القاصرين والقاصرات والتي فشلت المدونة في الحد منها حيث تم تسجيل 33 ألف حالة عام 2009 مقابل 30 ألف عام 2008.
في أكتوبر 2010 دخل قانون السير الجديد مدونة السير حيز التنفيذ، بالرغم من الانتقادات التي وجهت للمدونة إلا أنها ساهمت في تقليص حوادث السير بنسبة 17% خلال ثلاثة أشهر الأولى من تطبيقها (حسب إحصائيات فبراير 2011).

## التعديلات الدستورية لسنة 2011
بعد اندلاع موجات الاحتجاج في العالم العربي خلال أوائل عام 2011، وما تبعها من احتجاجات في المغرب نفسه للمطالبة بإصلاحات إدارية واجتماعية، قام الملك بتشكيل لجنة لتقديم توصيات بإصلاحات دستورية، كما ألقى على شاشة التلفاز كلمة تحدث فيها عن البرنامج الإصلاحي، الذي تضمن دستورا جديدا ينص على: توسيع نطاق صلاحيات البرلمان، ضمان استقلالية القضاء عن السلطتين التنفيذية والتشريعية، وتقييد عدد من صلاحياته، وكل ذلك بهدف تحويل النظام الملكي الدستوري الذي يعطي صلاحيات كبيرة للملك إلى نظام ملكي دستوري شبيه بذلك المعمول به في بعض الديمقراطيات الغربية. وقد قوبل هذا الإعلان بالترحاب عند البعض، بينما قال آخرون أن تلك الإصلاحات غير كافية، وأكدوا أنهم عازمون على المضي قدما للمطالبة بمزيد من الإصلاحات في النظام السياسي المغربي.
في نفس السنة، أعلن المجلس الدستوري بدء سريان العمل بالدستور الجديد في المغرب، بعد استفتاء حول الدستور المغربي بلغت نسبة المشاركة فيه 73.5% اختار 98.47% منهم التصويت بـ«نعم» مقابل 1.53% صوتوا بـ«لا». الدستور الجديد يعطي صلاحيات كبيرة لرئيس الحكومة (عوض منصب الوزير الأول المعمول به سابقا)، كما يقوم بفصل السلطة القضائية بشكل واضح لضمان استقلاليتها، بالإضافة إلى الاعتراف بالأمازيغية لغة رسمية إلى جانب اللغة العربية.
الضمانات الدستورية والآليات المؤسساتية لحماية حقوق الإنسان والنهوض بها:
واصل المغرب، خلال سنة 2011، تعزيز منظومته القانونية والمؤسساتية المتعلقة بحماية حقوق الإنسان والنهوض بها. وذلك من خلال إجراء مجموعة من الإصلاحات المتعلقة بالتكريس الدستوري لحقوق الإنسان كما هي متعارف عليها عالميا، وتعزيز الإطار المؤسساتي الوطني المعني بحقوق الإنسان والحكامة والتنمية المستدامة.
ومواكبة من المندوبية الوزارية المكلفة بحقوق الإنسان لهذه الإصلاحات التي انخرطت فيها بلادنا منذ ما يزيد عن سنة، عملت على إعداد هذا الدليل، كمساهمة منها في التعريف بالمنظومة القانونية والمؤسساتية لحماية حقوق الإنسان والنهوض بها. 
اتفاقيات موضوع التزامات المملكة المغربية:
تعتبر المملكة المغربية طرفا بارزا في تكريس وتفعيل مضامين هذه الاتفاقيات، ويتعلق الأمر بتسع اتفاقيات رئيسية تسمى النواة الصلبة وبرتوكولاتها الاختيارية، وتشمل:
- اتفاقيات عامة؛ تخص الحقوق المدنية السياسية والحقوق الاقتصادية والاجتماعية.
- اتفاقيات فئوية؛ تهم قضايا الطفل والمرأة والمهاجرين والأشخاص ذوي الإعاقة.
- اتفاقيات موضوعاتية؛ تهم قضايا التمييز العنصري والتعذيب والاختفاء القسري.

وتعكس مصادقة أو انضمام المملكة المغربية إلى مجموع الاتفاقيات الأساسية التسع، التزامها بما تقتضيه المواثيق من مبادئ وحقوق وواجبات كما تؤكد تشبثها بحقوق الإنسان كما هي متعارف عليها عالميا، ويتعلق الأمر ب:
- الاتفاقية الدولية لمنع التمييز العنصري المصادق عليها في 18 دجنبر 1970.
- العهد الدولي الخاص بالحقوق المدنية والسياسية.
- العهد الدولي الخاص بالحقوق الاقتصادية والاجتماعية المصادق عليهما في 3 ماي 1979.
- إضافة الى اتفاقية مناهضة التعذيب وغيره من ضروب المعاملة، كاتفاقية حقوق الطفل والاتفاقية الدولية لحماية جميع العمال المهاجرين وأفراد أسرهم المصادق عليها، دفعة واحدة، في 21 يونيو 1993.

ويتسع نطاق ممارسة هذه الاتفاقيات في المملكة المغربية خاصة في مجال حقوق الانسان ليشمل ستة بروتوكولات ملحقة بالاتفاقيات الدولية.